# USS Casa Grande (LSD-13)
El USS Casa Grande (LSD-13) fue un dock landing ship de la Armada de los Estados Unidos; cabeza de la clase que lleva su nombre.

## Construcción
Fue construido por el astillero Newport News Shipbulding and Dry Dock Co. en Newport News, Virginia, Estados Unidos. Tuvo su puesta de quilla en 1943 como HMS Spear; fue botado en 1944 y estuvo a punto de entrar en servicio con la Royal Navy; pero finalmente fue comisionado con la US Navy.

## En servicio
Estuvo en servicio en el Teatro del Pacífico, combatiendo en las batallas del golfo de Leyte, el estrecho de Luzón y Okinawa.
Fue retirado en 1946 para ser devuelto al servicio en 1950. Así permaneció en servicio hasta su retiro definitivo en 1969.